# Darlington, Missouri
Darlington är en ort i Gentry County i delstaten Missouri, USA.